# Brachystephanus longiflorus
Espèce
Statut de conservation UICN

 VU B2ab(iii) : Vulnérable
Brachystephanus longiflorus Lindau est une espèce de plantes à fleurs de la famille des Acanthaceae et du genre Brachystephanus, présente sur la ligne montagneuse du Cameroun.

## Description
Il s'agit d'une grande herbe robuste pouvant atteindre 150 cm de hauteur.

## Distribution
Elle a été observée à Ogoja dans l'État de Cross River au Nigeria, sur l'île de Bioko en Guinée équatoriale, et principalement au Cameroun, sur sept sites dans trois régions : Adamaoua (Mbango), Centre (Ndikiniméki, Éséka) et surtout dans la Région du Sud-Ouest (mont Koupé, mont Cameroun).

## Écologie
C'est une espèce subendémique, assez rare.
Menacée par la déforestation liée à l'agriculture et à l'exploitation du bois, surtout au Nigeria et au mont Cameroun, elle figure sur la liste rouge de l'UICN comme une espèce vulnérable.